# Arthur da Costa e Silva
Artur da Costa e Silva est un maréchal des forces armées brésiliennes et homme d'État (3 octobre 1902 à Taquari, Rio Grande do Sul- 17 décembre 1969 à Rio de Janeiro) qui fut président de facto de la république fédérative du Brésil de mars 1967 à septembre 1969, leader de la dictature militaire (1964-1985).

## Biographie
Il fut le chef militaire qui orchestra le coup d'État de 1964 contre João Goulart, qui mit le maréchal Castello Branco au pouvoir. Aux élections d'octobre 1966, il se présenta comme candidat à la présidence, fut élu et prit le pouvoir au printemps suivant. Ses plans de réformes sociales n'avaient que très peu progressé lors de son retrait de la politique en raison d'une santé déclinante.